# Agenzia provinciale delle foreste demaniali della Provincia autonoma di Trento
L’Agenzia provinciale delle foreste demaniali è una struttura della Provincia autonoma di Trento che provvede alla gestione e alla promozione delle foreste demaniali provinciali. È stata istituita dall'articolo 67 della Legge provinciale n. 11 del 23 maggio 2007 che legifera in materia di Governo del territorio forestale e montano, dei corsi d'acqua e delle aree protette.

## Le foreste demaniali provinciali
Le foreste demaniali provinciali sono un territorio di particolare pregio ed importanza per la collettività per i valori e i servizi generali che esse esprimono. Oltre ai boschi di particolare pregio, esse comprendono prati, pascoli, edifici rurali, malghe e case, dove spesso trovano sede le stazioni forestali demaniali. Nello specifico nell'articolo 67 della Legge provinciale si legge che esse «rappresentano una risorsa a disposizione della collettività trentina e delle generazioni future, nella gestione delle quali la Provincia persegue finalità volte alla gestione forestale e ambientale sostenibile (…) ».

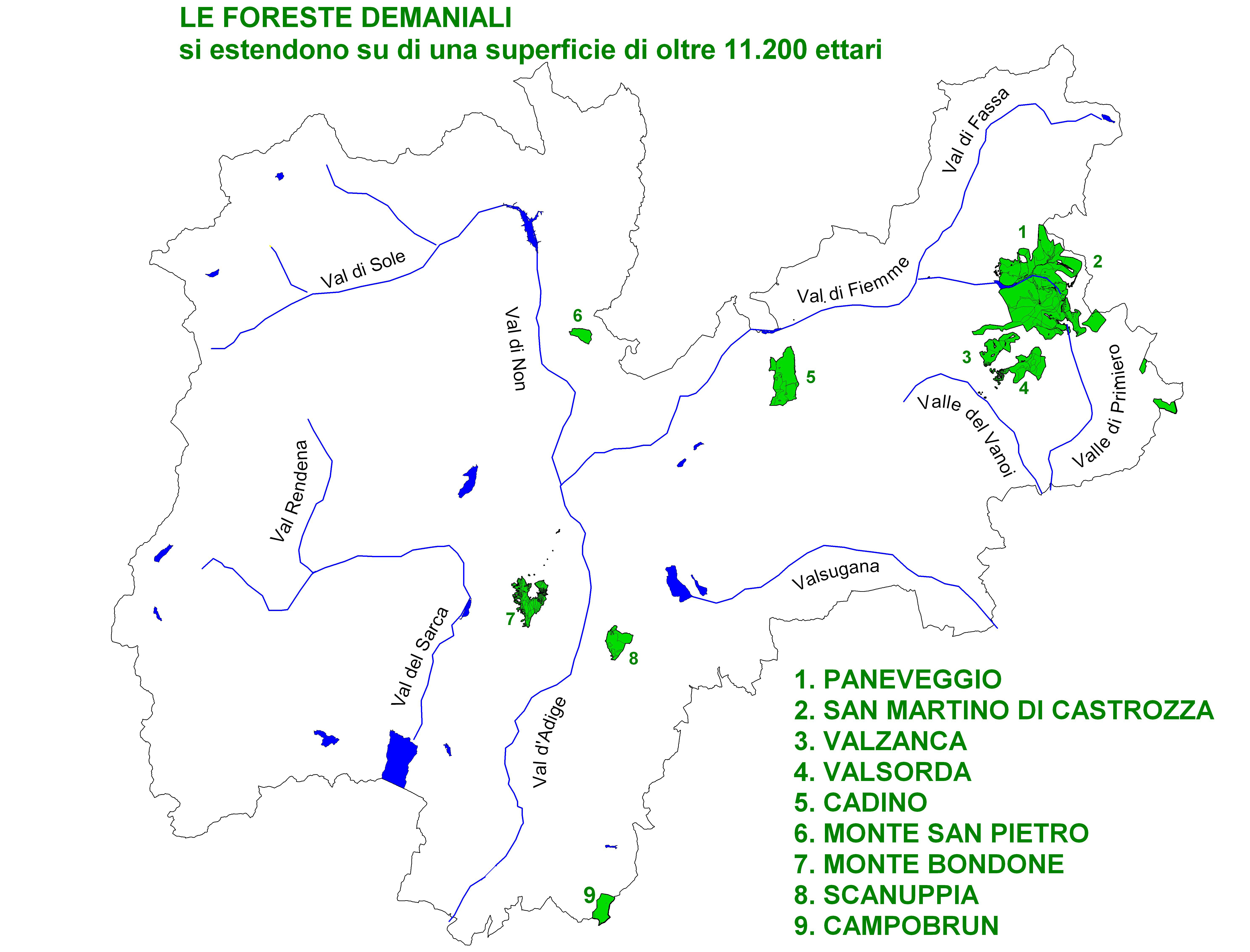
Le foreste demaniali in Trentino

Le foreste demaniali si estendono sull'intero territorio provinciale ed in particolare:
- la Foresta Demaniale del Monte Bondone che include in parte la Riserva naturale integrale delle Tre Cime del Monte Bondone;
- la Foresta Demaniale di Campobrun che include in parte la Riserva naturale guidata di Campobrun;
- la Foresta Demaniale di Monte San Pietro;
- la Foresta Demaniale di Scanuppia che include in parte la Riserva naturale guidata della Scanuppia;
- la Foresta Demaniale di Paneveggio;
- la Foresta Demaniale di Cadino;
- la Foresta Demaniale di San Martino di Castrozza;
- la Foresta Demaniale di Caoria (Valzanca e Valsorda).

## Finalità dell'Agenzia provinciale delle foreste demaniali
L'Agenzia provinciale delle foreste demaniali è stata istituita per garantire, attraverso la diretta amministrazione dei servizi pubblici e della gestione a carattere tecnico e scientifico connessi, il perseguimento delle finalità previste dall'articolo 67 della Legge provinciale:
- a) conservazione e valorizzazione, per le generazioni attuali e future, dei peculiari caratteri silvo-pastorali, faunistici, storico-paesaggistici delle foreste demaniali, oltre che degli elementi di particolare significato naturalistico che le caratterizzano;
- b) ricerca applicata e sperimentazione per ottenere indicazioni utili al miglioramento della gestione silvo-pastorale e faunistica delle foreste trentine, garantendone al contempo un'equilibrata fruizione ricreativa;
- c) applicazione, tramite interventi svolti da operatori qualificati, di tecniche gestionali compatibili e di azioni volte a valorizzare le foreste demaniali come modelli di gestione forestale e faunistica sostenibile, in grado di integrare servizi sociali di rilevanza pubblica con funzioni di protezione e con funzioni economiche di qualità;
- d) valorizzazione, anche economica, del patrimonio immobiliare (...);
- e) educazione all'informazione e alla formazione sulle professioni della montagna e sui valori naturali della foresta e degli ambienti montani, oltre che sui benefici diretti e indiretti che essa garantisce e sui valori connessi con la gestione delle risorse naturali rinnovabili;
- f)  promozione dell'ambiente trentino e delle politiche di gestione applicate nei settori forestale ma anche ambientale, turistico e culturale, con funzioni di alta rappresentanza.

## Struttura organizzativa
La gestione dell'Agenzia fa capo al Dipartimento Risorse forestali e montane della Provincia autonoma di Trento ed è organizzata secondo quanto stabilito nell'articolo 68 della Legge provinciale che recita: «L'organizzazione, il funzionamento e i compiti dell'Agenzia, diretta dal dirigente del dipartimento competente in materia di risorse forestali e montane o da un dirigente suo delegato, sono disciplinati dal regolamento, nel rispetto di quanto disposto per le agenzie della Provincia dall'articolo 32 della legge provinciale n. 3 del 2006.»

Tale regolamento è stato approvato con Decreto del presidente della provincia 21 agosto 2008, n. 34-141/Leg.
Sono Organi dell'Agenzia:
- a) il Consiglio di Amministrazione con prevalente funzione di indirizzo e programmazione;
- b) il Direttore con funzione di coordinamento e di direzione generale;
- c) il Revisore dei conti con compiti di stesura e verifica del bilancio di previsione annuale e pluriennale;
- d) il Comitato Tecnico quale organo consultivo e propositivo composto da membri esperti in materie tecnico-scientifiche.

La gestione operativa è affidata a:
- Ufficio Tecnico e gestionale (con sede a Cavalese in via Roma 1) che cura la gestione dei beni mobili ed immobili, l'esecuzione dei lavori forestali e la relativa filiera, le attività educative e di promozione;
- Ufficio Amministrativo e contabile (con sede a Trento in via Trener 3), che cura gli adempimenti amministrativi, di bilancio e di gestione delle concessioni d'uso;

Inoltre operano sul territorio due Stazioni forestali (Stazione forestale di Paneveggio e Cadino e Stazione forestale di San Martino di Castrozza e Caoria) e altri Organi provinciali (Distretti e Servizi).

## I beni e i servizi
L'Agenzia dispone di un vasto patrimonio forestale (11.200 ettari) e di malghe, case rurali, baite e di edifici, alcuni dei quali sono in concessione d'uso. 
L'Agenzia è dotata di un proprio bilancio, per buona parte autonomo, i cui introiti provengono dalla vendita di legname, in particolare dalle tavolette di abete rosso usate per la costruzione di pregiati strumenti musicali (legname di risonanza), nonché dalle concessioni d'uso dei propri edifici.